# Apatania sinensis
Apatania sinensis är en nattsländeart som först beskrevs av Martynov 1914.  Apatania sinensis ingår i släktet Apatania och familjen Apataniidae. Inga underarter finns listade i Catalogue of Life.